# Cherkaske (Dnipropetrovsk)
Cherkaske (en ucraniano: Черкаське) es un pueblo ucraniano perteneciente al óblast de Dnipropetrovsk. Situado en el centro del país, forma parte del raión de Samar y es centro del municipio (hromada) homónimo.

## Toponimia
El nombre del asentamiento en ruso es Cherkasskoye (en ruso: Черкасское). 

## Geografía
Cherkaske se encuentra a orillas del río Samara, 20 km al noreste de Novomoskovsk y 41 km al noreste de Dnipró.  

## Historia
El asentamiento se originó en 1949 como la ciudad militar de Nove, donde originalmente estaba estacionado un batallón de entrenamiento, y pasó a llamarse en 1957 en honor al título honorífico de Cherkasi de la 22.ª División de Tanques de la Guardia de la URSS, que tenía aquí su base.
En 1990, la 22.ª División de Tanques de la Guardia se disolvió y, en su lugar, llegó la 93.ª División de Fusileros Motorizados de las Fuerzas Armadas de Ucrania.
En 2023, Cherkaske perdió el estatus de asentamiento de tipo urbano debido a la eliminación de este estatus administrativo.

## Demografía
La evolución de la población de Cherkaske entre 1959 y 2022 fue la siguiente:
| 976                                                           | 1651 | 2297 | 3195 | 3670 | 4180 | 4239 | 4252 | 4116 | 4117 |
| (Fuente: Cities & Towns of Ukraine y UKRAINE: Größere Städte) |      |      |      |      |      |      |      |      |      |

Según el censo de 2001, la lengua materna de la mayoría de los habitantes, el 56,1%, es el ucraniano; y del 43,48%, el ruso.

## Infraestructura

### Militar
Desde 1990, Cherkaske es la sede de la 93.ª Brigada Mecanizada de las Fuerzas Terrestres de Ucrania. Cherkaske se encuentra muy cerca de otra ciudad militar, Jvardiske. Un gran polígono militar al norte y al este de Cherkaske alberga un campo de maniobras para vehículos blindados y un campo de tiro y alcance para la artillería.